# Белый Яр (Омская область)
Бе́лый Яр — посёлок в Тевризском районе Омской области России. Административный центр Белоярского сельского поселения.

## История
Основан в 1926 году. В 1928 года состоял из 3 хозяйств, основное население — русские. В административном отношении посёлок находился в составе Тевризского сельсовета Тевризского района Тарского округа Сибирского края.

## Население
| 1926 | 2010 |
| ---- | ---- |
| 16   | ↗877 |

## Улицы
| - ул. 50 лет Советской Власти, - ул. Береговая, - ул. Ворошилова, - ул. Гагарина, - ул. Горького, | - ул. Гуртьева, - ул. Заречная, - ул. Зои Космодемьянской, - ул. Иртышная, - ул. Карбышева, | - ул. Комарова, - ул. Комсомольская, - ул. Лесная, - ул. Матросова, - ул. Маяковского, | - ул. Первомайская, - ул. Северная, - ул. Советская, - ул. Чапаева. |